# Elizalde A
Els motors de la sèrie Elizalde A eren construïts per l'empresa Elizalde, amb llicència de la francesa Lorraine per equipar els avions Breguet 19, construïts també sota llicència, per l'empresa espanyola CASA, per equipar les forces aèries espanyoles.

## Història
Per poder complimentar la comanda, dels avions Breguet 19, que l'exèrcit de l'aire, havia fet a CASA que per la seva banda havia aconseguit la llicència de Breguet, i donat que un dels motors que equipava aquest avió era el Lorraine 12Eb, en 1924, el Sr. Arturo Elizalde va partir a França, a on hi havia tingut residencia, per signar l'acord de llicència per construir aquests motors a Barcelona, amb la mala sort que l'hi va sobrevindre la mort a Paris a causa d'una grip.
No obstant això, la seva vídua Carmen Biada va seguir amb el que havia començat el seu marit i va començar a fabricar aquests motors amb la denominació de Tipus A3.
Era un motor de 12 cilindres en W (tres blocs de 4 cilindres en línia) de refrigeració per aigua, que rendia 450 CV, amb arbres de lleves en cap i vàlvules comandades per balancins. Els arbres de lleves eren comandats des del càrter per mitjà d'arbres rei
La primera prova va ser el 8 de març de 1926, i el desembre s'havien entregat 55 motors, mentre que entre 1926 i 1929, s'havien entregat un total de 369 unitats.
Amb la modificació del sistema de vàlvules, es va denominar A-4, però la modificació també es va fer en els anteriors. El mateix motor amb reducció es va denominar A-5, conservant la mateixa estructura de l'anterior donava 480 CV a 1850 RPM.
Hi va haver un altre motor amb la denominació de A-6 que era totalment diferent, ja que era més petit i d'arquitectura completament diferent: es tractava d'un 5 cilindres en estrella, refrigeració per aire i que rendia 120 CV. Aquest motor estava destinat a avionetes, i es va muntar en el CASA III i el Loring E.II.

## Model existent
Existeix un exemplar en el Museu de la Ciència de Terrassa.